# Tullio Vallino
Tullio Vallino (Milano, 1900 – Milano, 1958) è stato un avvocato e partigiano italiano.
Durante la Seconda guerra mondiale collabora con il Partito d'Azione e il CLN prendendo parte alla resistenza Milanese. Nel 1944 viene arrestato e recluso per diversi mesi nel Carcere di San Vittore.
Dopo la Liberazione assume l’incarico di assessore nella giunta comunale di Milano del sindaco Antonio Greppi. Nel 1946 si candida all’Assemblea Costituente con Concentrazione Democratica Repubblicana.
Contemporaneamente prosegue con il suo Studio, fondato nel 1925 a Milano, l'attività forense nel capoluogo lombardo. 

## Il Foro Padano
Nel secondo dopoguerra, insieme ad alcuni colleghi, fonda "Il Foro Padano", pubblicazione trimestrale sulla giurisprudenza nell’alta Italia.